# In campagna è caduta una stella
Pour plus de détails, voir Fiche technique et Distribution.
In campagna è caduta una stella est un film italien réalisé par Eduardo De Filippo, sorti en 1939.
Ce film, qui marque les débuts d'Eduardo De Filippo en tant que réalisateur, est une adaptation de la pièce de théâtre A Coperchia è caduta una stella, une comédie de Peppino De Filippo, créée en 1932.

## Synopsis
Deux paysans italien perdent la tête à la vue d'une starlette américaine, oubliant respectivement leurs propres fiancées respectives.

## Fiche technique
- Titre : In campagna è caduta una stella
- Réalisation : Eduardo De Filippo
- Scénario : Eduardo De Filippo, Riccardo Freda, Ernesto Grassi d'après la pièce de Peppino De Filippo
- Photographie : Mario Albertelli
- Montage : Guido Ricci
- Musique : Luigi Avitabile et Cesare A. Bixio
- Scénographie : Giovanni Brancaccio
- Son : Raul Magni
- Producteur : Peppino De Filippo
- Société de production : Defilm
- Pays de production :  Royaume d'Italie
- Langage : Italien
- Format : Noir et blanc - 35 mm - 1.37 : 1 - Son : Mono
- Genre : Comédie
- Durée : 86 minutes (1 h 26)
- Date de sortie : 
  - Royaume d'Italie : 11 novembre 1939

## Distribution
- Rosina Lawrence : Margaret
- Eduardo De Filippo : Pasquale
- Peppino De Filippo : Luigino
- Oretta Fiume : Rosina
- Dolores Palumbo : Clotilde
- Edoardo Toniolo :
- Ruggero Capodaglio :